# Karol Piotr Pancerzyński
Karol Piotr Pancerzyński herbu Trzaska (ur. w powiecie Wiłkomirskim, zm. 19 lutego 1729 w Serebrzyszczach) – biskup tytularny hierapolitański i sufragan białoruski w latach 1712–1721, biskup smoleński od 24 września 1721, biskup wileński od 11 września 1724, duchowny pisarz wielki litewski od 1709 roku, kanonik wileński, kanclerz Akademii i Uniwersytetu Wileńskiego Towarzystwa Jezusowego od 1724 roku.
Pochowany w katedrze wileńskiej.